# رابرت لوین (دونده)
رابرت لوین (انگلیسی: Robert Leavitt; ۲۰ سپتامبر ۱۸۸۳ – ۲ فوریهٔ ۱۹۵۴) دونده با مانع اهل ایالات متحده آمریکا بود.